# 보비 킴볼

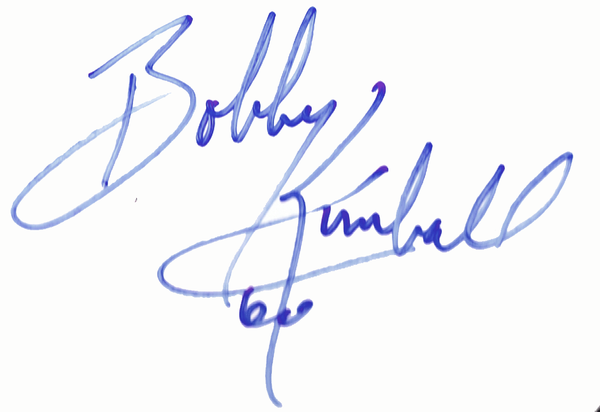
보비 킴볼의 서명

보비 킴볼(Bobby Kimball, 1947년 3월 29일~)은 미국의 가수이다.
토토의 1기 보컬로 1976년에서 1984년까지 활동하였으며, 1998년 재합류하여 2008년까지 활발한 공연활동을 하였다.